# Trachyrincus villegai
Trachyrincus villegai es una especie de pez de la familia Macrouridae en el orden de los Gadiformes.

## Morfología
• Los machos pueden llegar alcanzar los 44 cm de longitud total.

## Hábitat
Es un pez de aguas profundas que vive entre 250-980 m de profundidad.

## Distribución geográfica
Se encuentra desde el norte del Perú hasta el Chile central.